# Kępno (gmina)
Kępno (do 1954 miasto Kępno + gmina Kępno-Północ) – gmina miejsko-wiejska w województwie wielkopolskim, w powiecie kępińskim. W latach 1975–1998 gmina administracyjnie należała do województwa kaliskiego.
Siedziba gminy to Kępno.
Według danych z 31 grudnia 2019 roku gminę zamieszkiwały 24 482 osoby.

## Struktura powierzchni
Według danych z roku 2002 gmina Kępno ma obszar 124,03 km², w tym:
- użytki rolne: 75%
- użytki leśne: 14%

Gmina stanowi 20,39% powierzchni powiatu.

## Demografia

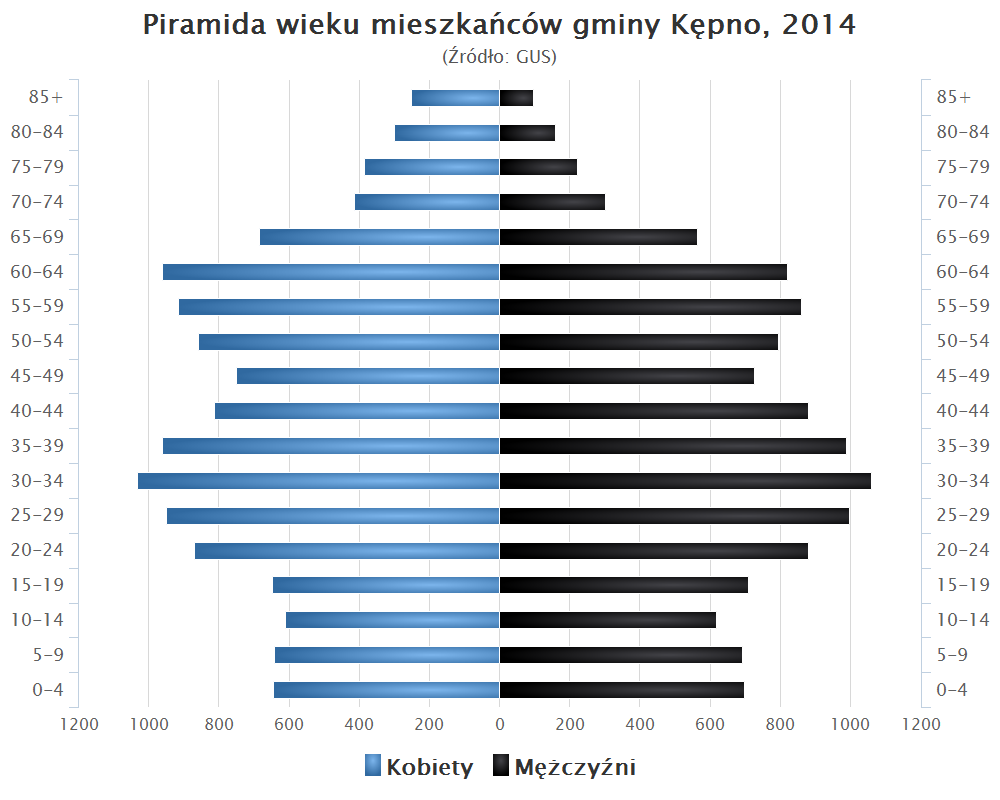
Piramida wieku mieszkańców gminy Kępno w 2014 roku

Dane z 31 grudnia 2009:
| Opis                              | Ogółem | Ogółem | Kobiety | Kobiety | Mężczyźni | Mężczyźni |
| --------------------------------- | ------ | ------ | ------- | ------- | --------- | --------- |
| jednostka                         | osób   | %      | osób    | %       | osób      | %         |
| populacja                         | 24 566 | 100    | 12 693  | 51,7    | 11 873    | 48,3      |
| gęstość zaludnienia (mieszk./km²) | 198    | 198    | 102,4   | 102,4   | 95,6      | 95,6      |

## Sołectwa
Borek Mielęcki, Domanin, Hanulin, Kierzenko, Kierzno, Kliny, Krążkowy, Mechnice, Mikorzyn, Myjomice, Olszowa, Osiny, Ostrówiec, Przybyszów, Pustkowie Kierzeńskie, Rzetnia, Szklarka Mielęcka, Świba.

## Pozostałe miejscowości
Biały Młyn, Domanin (osada), Dziekania, Mianowice, Myjomice-Leśniczówka, Zosin.

## Sąsiednie gminy
Baranów, Bralin, Doruchów, Kobyla Góra, Ostrzeszów, Wieruszów